# مورتادلا

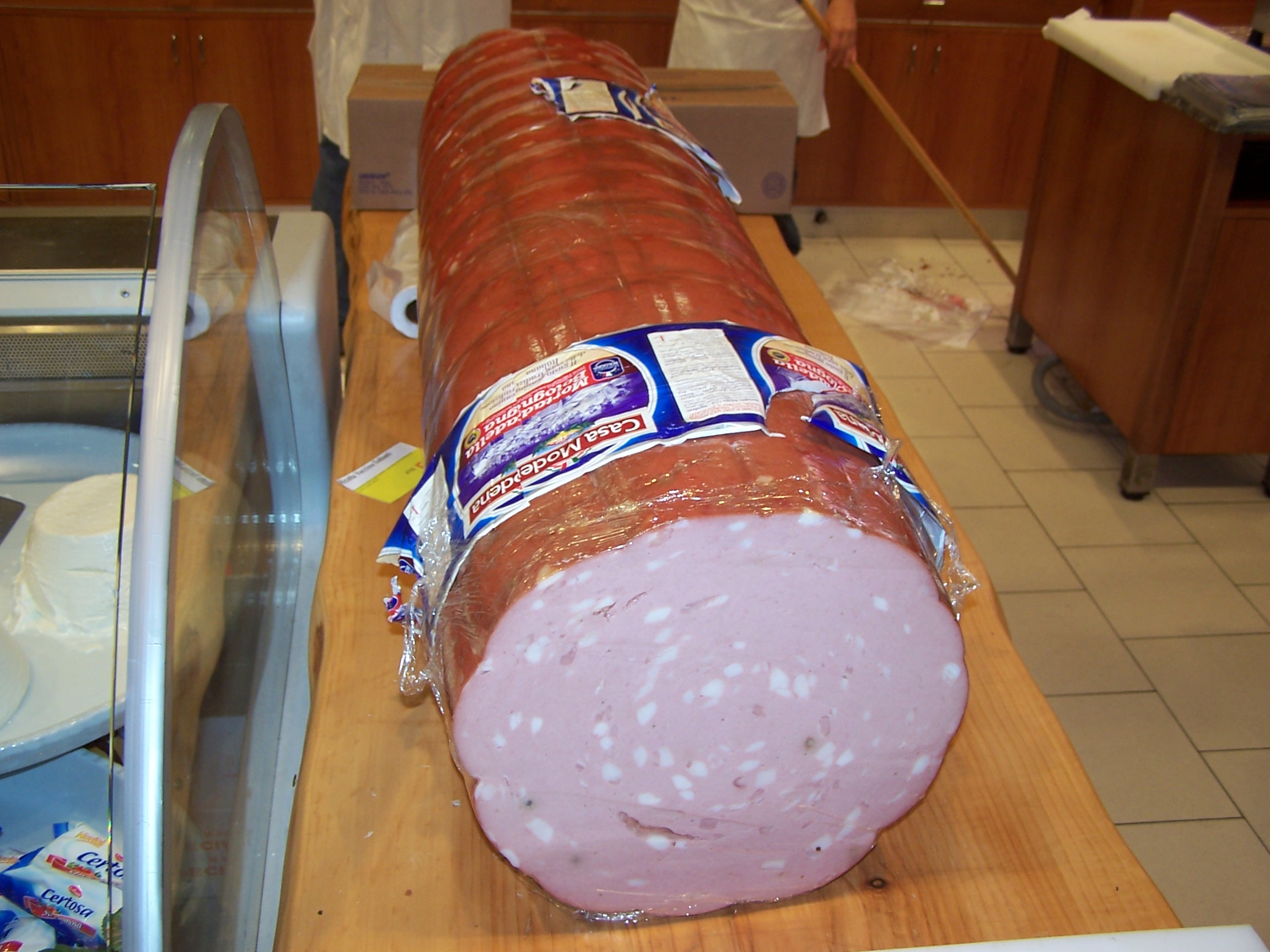
تصویری از مورتادلای بولونیا، ایتالیا

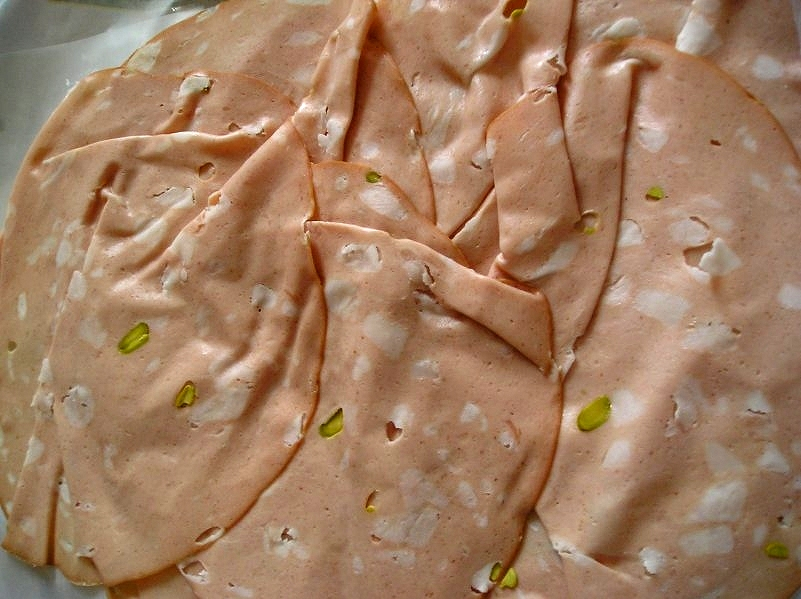
مورتادلای بولونیا با پسته

مورتادلا (به انگلیسی: Mortadella، تلفظ ایتالیایی: [mortaˈdɛlla]) یک نوع سوسیس بزرگ  یا کالباس ایتالیایی است ساخته شده از گوشت خوک کاملاً خرد شده است. مورتادلا حاوی حداقل ۱۵ درصد چربی گوشت خوک (معمولاً چربی گردن خوک) است. مورتادلا به طور سنتی با دانه‌های فلفل سیاه طعم‌دار می‌شود، با این‌حال امروزه از پسته یا حتی در بعضی موارد به طور بسیار معدود از مورد نیز استفاده می‌شود.
بهترین و معروف‌ترین نوع مارتادلا، مارتادلای تولید شده در بولونیا در کشور ایتالیا است. در مناطق مختلف ایتالیا از انواع دیگر گوشت نیز برای تهیه مارتادلا استفاده می‌شود. 